# میثم حاجی بابائی موحد
میثم حاجی بابائی موحد (زاده ۶ اسفند ۱۳۷۷ شندآباد) عضو تیم ملی والیبال نشسته مردان ایران است که از سال ۱۳۹۲ خورشیدی در این رشته به فعالیت می‌پردازد و اکنون در باشگاه ذوب آهن اصفهان بازی میکند. او دارنده مدال طلای بازی های پاراآسیایی ۲۰۲۲ هانگژو چین و مدال طلای قهرمانی آسیا در قزاقستان ۲۰۲۳ و مدال طلای پارالمپیک پاریس ۲۰۲۴ است. 

## زندگی شخصی
حاجی بابائی در شهر شند آباد در شهرستان شبستر به دنیا آمد و از ابتدا دارای معلولیت مادرزادی بود. در یک سالگی وی، پزشکان تصمیم میگیرند هر دو پای او را به علت نقص جسمی از زیر زانو قطع کنند  او از طریق هیئت ورزش‌های جانبازان و معلولین شبستر، در استان آذربایجان شرقی، با والیبال نشسته آشنا شد. در سال ۱۳۹۶ شمسی، در تمرین باشگاه والیبال نشستهٔ گسترش فولاد تبریز تست داد و در این تیم جذب شد. او که همچنان در شهر شند آباد ساکن است، برای حضور در تمرین‌های باشگاه، یک روز در میان مسیر دو ساعته تا تبریز را به کمک پدرش طی می‌کند.

## ورزش حرفه‌ای
میثم حاجی بابائی از سال ۲۰۱۶ میلادی در رشتهٔ والیبال نشسته فعالیت می‌کند. او با تیم گسترش فولاد تبریز دو عنوان نایب قهرمانی ایران را در سوپر لیگ کسب کرده است. او نخستین آذربایجانی است که به عضویت تیم ملی والیبال نشسته ایران درآمد.
میثم حاجی بابائی در سال ۲۰۲۲ در قالب تیم ملی، به بازی‌های پارا آسیایی هانگژو اعزام شد که به عنوان قهرمانی آسیا دست یافت. او در سال ۲۰۲۳ به همراه تیم ملی والیبال نشسته مردان ایران در دیدار نهایی رقابت‌های قهرمانی آسیا مقابل قزاقستان میزبان به برتری رسید و قهرمان  آسیا شد. او در سن ۲۵ سالگی، به بازی‌های پارالمپیک تابستانی ۲۰۲۴ در پاریس نیز دعوت شد و در این مسابقات هم همراه با تیم ملی ایران، به مدال طلای پارالمپیک رسید.